# Federico Simón Salazar
Federico Simón Salazar (Bilbao, 1952-2020) fue un médico español especialista en estomatología e impulsor de la salud pública oral en España con la creación en 1990 del plan dental infantil en el País Vasco (PADI) que sirvió de modelo a otras comunidades autónomas españolas.
Promovió la fluorización del agua de consumo y la creación de la Sociedad Española de Epidemiología y Salud Oral de la que fue presidente.

## Trayectoria profesional
Nació en Bilbao en 1952 y se licenció en Medicina en la Universidad del País Vasco. Se especializó en Estomatología por la Universidad del País Vasco en 1980.
Abrió su clínica dental en Algorta (Guecho, Vizcaya) en 1980 y durante años compatibilizó su trabajo privado con el de gestión sanitaria en el Servicio Dental Comunitario del Gobierno Vasco y con la docencia en Odontología preventiva y comunitaria en la Universidad del País Vasco entre 1983 y 1996.
Becado por el Departamento de Sanidad del Gobierno Vasco, obtuvo el màster en Salud Pública Dental en la Universidad de Londres (UCL) bajo la dirección de Aubrey Sheiham (1987-88).
En 1988, recién llegado de Londres de cursar el máster en Salud Pública Dental, fue llamado por el entonces Consejero de Sanidad y Consumo del Gobierno Vasco, José Manuel Freire , para el diseño de estrategias preventivas y asistenciales en el área de la salud bucodental en el ámbito del País Vasco. 
El trabajo de esos años culmina en 1990 con la publicación en el B. O. del País Vasco del Decreto 118/1990, de 24 de abril, sobre asistencia dental a la población infantil del País Vasco. Lo que unos años más tarde se denominó PADI.  
Ese mismo año de 1990 fue nombrado jefe del Servicio Dental Comunitario y presidió el Consejo Asesor de Salud Bucodental de Euskadi (CASBE), ambos creados el mismo año.
Fue jefe del Servicio Dental Comunitario desde su creación en 1990 hasta 2017, fecha en que se jubiló. Su cometido fue la gestión del PADI y de las actividades relacionadas con la salud dental comunitaria. Entre 1989 y 1991 fue presidente del Consejo Asesor (CASBE).
Obtuvo el grado de Doctor en Medicina por la Universidad Complutense de Madrid en 1996 con el trabajo titulado Evaluación de los seis primeros años de desarrollo del Programa de Asistencia Dental Infantil (PADI) de la Comunidad Autónoma del País Vasco. 
Obtuvo el Diploma de Alta Dirección de Servicios de Salud en la Universidad de Deusto-ESADE (Bilbao, Vizcaya) en 1998.
En 2009 decidió cerrar su consulta privada para dedicarse plenamente al servicio público de salud.
Fue representante español en el Consejo Europeo de Jefes de Salud Dental por parte del Consejo General de Colegios de Odontólogos y Estomatólogos de España en el período 2001-2003.
Fue también fundador y presidente (2003-2005) de la Sociedad Española de Epidemiología y Salud Pública Oral (SESPO), vicepresidente de la Academia de Ciencias Médicas de Bilbao entre 2000-2004 y miembro de la Comisión Nacional de la especialidad de Estomatología del Ministerio de Sanidad en 994-2005.
Durante su vida profesional impartió numerosos cursos de posgrado en las universidades de Londres (Honorary Lecturer in Community Dental Health and Dental Practice. UCL, 1990), Madrid, Sevilla, Valencia, País Vasco, Escuela Nacional de Sanidad, etc.
Sus aportaciones a la salud pública dental como la fluoración del agua corriente y la creación del plan dental infantil contribuyeron enormemente a la mejora de la salud dental de la población.